# 빌보드
《빌보드》(Billboard magazine)는 미국의 음악 잡지이다. 프로메테우스 글로벌 미디어 소유이며 뉴욕주 뉴욕에 본사를 두고 있다. 1894년 11월 1일 처음으로 출간 돼 세계에서 가장 오래된 업계지로 성공했다. 이 잡지는 1960년대 음악계를 전문으로 다루기 전 원래 전단지 형식의 야외 오락지였다. 《빌보드》는 매주 여러 부문에 걸쳐 가장 인기있는 노래와 앨범을 순위로 매겨 세계적으로 인정 받고 있는 레코드 차트를 발표하고 있다. 주요 차트는 장르에 상관 없이 디지털 다운로드, 라디오 에어플레이, 스트리밍을 기반으로 노래와 앨범 순위를 매기는 《빌보드》 핫 100과 《빌보드》 200이다. 데이터 대부분은 1991년부터 사용된 닐슨 사운드스캔 트래킹 시스템을 기반으로 한다.

## 역사

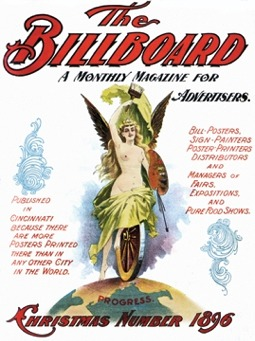
1896년 당시 빌보드 표지.

《빌보드》는 1894년 11월 1일 윌리엄 H. 도날드슨과 제임스 헤네건이 신시내티에서 창간했다. 원래 전단지 산업 업계지였고, 이에 따라 제목도 《빌보드 애드버타이징》(Billboard Advertising)이었다. 창간 몇 년 후 옥외 광고판 주요 소비자에게 야외 오락 뉴스를 전하기 시작했다. 당시 《빌보드》에는 서커스, 카니발, 놀이공원, 정기시, 보드빌, 민스트럴, 고래 쇼, 기타 라이브 공연 등이 실렸다. 1909년부터 영화 보도를 비롯해 1920년대에는 라디오 보도를 시작했다. 첫 음악 관련 보도는 1913년 소극장에서 출간한 빌보드 시트 뮤직 베스트 셀러 & 탑 송이다. 하지만 아직 정기적인 차트는 아니었다.
1930년대 주크박스 산업의 발전과 함께 음악 차트를 발표하기 시작했다. 초기에는 팝, 리듬 앤 블루스, 컨트리 앤 웨스턴과 같이 세 장르 부문으로 나눠 발표했다. 1950년대에는 프로그램 평가 차트를 포함한 방송 업계를 다뤘다. 정기시, 서커스, 카니발, 놀이공원, 기타 야외 놀이를 다루는 부분은 1961년 《Amusement Business》라는 주간지로 분리될때까지 계속 실었다. 비슷한 시기 방송 부분도 또 다른 출판사로 이동했다.
1961년 《빌보드》는 《빌보드 뮤직 위크》로 이름을 바꿨다. 이때부터 주크박스 페이지에 동전 투입식 판매기와 엔터테인먼트 기구와 함께 음악 산업을 거의 전적으로 다루기 시작했다. 1963년이 되자 잡지 이름을 간단하게 《빌보드》로 바꿨다. 2005년 잡지와 웹사이트는 디지털과 모바일 등 거의 모든 형태에서 제공하기 위해 다른 곳으로 옮겼다.
《Amusement Business》는 몇 십년 동안 성공을 거둬왔지만, 21세기가 되면서 어려움을 겪었다. 달 간격으로 잡지 판매량은 급감했고, 끝내 2006년 5월 폐간되었다.

## 현재 활동

### 음반 차트
《빌보드》는 빌보드(The Billboard)라는 제목의 1936년 1월 4일 처음으로 음악관련 팝 음반 인기 순위표를 출간했다. 이 순위표는 1940년 7월 20일 최초의 레코드 차트로 산출되었다. 1958년 8월 4일 장르에 상관없이 싱글의 순위를 가리는 《빌보드》 핫 100을 발표하기 시작했다. 1963년 8월 17일부터 음반 순위를 매기는 《빌보드》 200 발표를 시작했다. 오늘 날 《빌보드》 차트는 100개가 넘는 부문에 걸쳐 매 주 업데이트된다.

### 빌보드 뮤직 어워드
빌보드 뮤직 어워드는 음악 업계에서 뛰어난 성과를 거둔 음악가에게 《빌보드》에서 경의를 표하는 시상식이다. 2007년 시상식이 중단 될때까지 1989년부터 매년 12월에 열렸다. 하지만 2011년 5월 다시 개최하기 시작했다.